# Gabriel José García de Mendoza
Gabriel José García de Mendoza (Ronda, siglo XVII - ¿?, siglo XVIII; fl. 1680-1735) fue un organista, compositor y maestro de capilla español. En la literatura es conocido como «Gabriel García de Mendoza» y «Gabriel José de Mendoza».

## Vida
Se desconoce el origen y la formación musical del maestro García de Mendoza, con la excepción de que nació en Ronda, en la provincia de Málaga.
Las primeras noticias que se tienen son de 1680, cuando fue recibido en la Colegiata de San Salvador como tiple en la parte de afuera, recibiendo un salario que se encontraba vacante en ese momento. En 1687 pasó a la parte de dentro.: 292 
En 1705 era maestro de capilla y organista de la Colegiata de Ronda. Ese año el maestro Salvador García había renunciado al magisterio de la Colegiata de San Salvador de Sevilla, pasando a ocupar la organistía.

En dicho dia declaro el cavildo por vacante el Magisterio de Capilla de la Mussica desta Yglesia por averse desistido el dicho D. Salvador Garcia por q ante mi del dicho Magisterio de Capilla desta Colegial. Y acordo se fixen edictos llamando a possicion con termino de 60 dias desde el dia que se fixaren. Y dichos edictos se fixaron en 18 del dicho mes.
Actas capitulares de la Colegiata de San Salvador, 14 de septiembre de 1705

El cabildo de San Salvador convocó unas oposiciones a las que se presentaron García de Mendoza y Francisco José Rodríguez, maestro de capilla de San Miguel, siendo elegido García de Mendoza. Su estancia en la Colegiata debió ser tranquila, ya que hay pocas alusiones al maestro en la actas capitulares. En 1707 le fue concedido el salario de un músico que había fallecido y en 1708 aparece una indicación de que el Prior corrigió una de las obras compuestas por García de Mendoza, lo que indica que sus composiciones eran controladas por el cabildo antes de ser tocadas.
García de Mendoza solicitó permisos en dos ocasiones para ir a Ronda, una en junio de 1706 y otra en 1709. En 1709 pidió un segundo permiso, esta vez de cuatro meses para ir a Plasencia, a presentarse a las oposiciones al magisterio de capilla de la Catedral, llevándose al músico Domingo de Salas. El cabildo sólo le concedió dos meses y le recordó que tenía una recomendación de suficiencia en el magisterio. Finalmente el 21 de febrero de 1710 se despidió del cabildo:

Peticion de D. Gabriel Joseph de Mendoza Maestro que fue de Capilla desta Collegial despidiendose del Cab1 por estar acomodado en la Iglesia de Plasensia y pide al Cab1 le perdone los ierros que en servirlo a cometido y estima los favores queste Cabildo le a hecho y el Cabildo estimo su atension y dio por vacante la plaza de Maestro de Capilla desta Collegial como la tiene dada desde primero de henero que se le cumplio la licensia que llevo para oponerse. Y mando el Cabildo que io ponga Edictos llamando a oposision al Magisterio de Capilla desta Collegial por el tiempo de treinta dias y que se señalara dia para la oposision.
Actas capitulares de la Colegiata de San Salvador, 21 de febrero de 1710

Tras el fallecimiento de Máximo Antonio de Leprando el magisterio de la Catedral de Plasencia había quedado vacante y el cabildo no se dio prisa por ocupar el cargo, a pesar de que hubo compositores que escribieron interesándose por el cargo, como Simón Martínez Ochoa, Blas Monterino, Blas de Cáseda y Gabriel José García de Mendoza. El 3 de agosto de 1709 era nombrado maestro de capilla placentino García de Mendoza y en noviembre de ese año tomaba posesión del cargo. Pero solo realizó las funciones tres años, ya que en 1712 renunciaba para pasa ocupar los cargos de organista y arpista. El salario era el mismo, pero sin las obligaciones de componer.
En 1714 se presentó a unas oposiciones en Salamanca sin éxito y en 1718 abandonó Plasencia para trasladarse a Sevilla. Parece que trató de regresar a Plasencia posteriormente, pero el cabildo lo rechazó. Desde ese momento hasta 1732, cuando aparece en Guadix, se desconoce su actividad. Las actas de Guadix lo presentan como maestro de capilla de la Colegiata de Antequera, pero este dato no se confirma en la documentación. Es posible que hubiese habido un error de transcripción o alguien mintiese sobre su cargo, el caso es que resultaría extraño un movimiento de Antequera a Guadix, ya que Antequera era una capilla de más prestigio en la zona, solo por detrás de la Catedral de Málaga. Quizás el pensamiento era terminar su carrera en una catedral, una institución de más prestigio que una colegiata. A las oposiciones para el magisterio de la catedral de Guadix, que había quedado vacante tras la partida de Ginés Navarro, se presentaron Diego Jordán de Totana y García de Mendoza. García de Mendoza fue nombrado maestro de capilla y organista suplente de la Catedral de Guadix el 13 de mayo de 1732.
El magisterio de García de Mendoza en Guadix pasó sin pena ni gloria, al igual que había sido en Plasencia. Su magisterio fue de transición, sin aglutinar a los músicos a su alrededor. A finales de 1734 el cabildo no tenía posibles para pagar la capilla de música, por lo que jubilaron a varios músicos y rebajaron el salario a otros, entre ellos, al maestro de capilla y organista. García de Mendoza renunció arguyendo su avanzada edad el 5 de febrero de 1735 y se desconoce su evolución posterior. El 26 de marzo de 1735, Luis Philipe, hijo de García de Mendoza, fue admitido como violinista sin salario en la Colegiata de San Salvador de Sevilla. En 1738 se le dio un salario de tenor que estaba vacante.

## Obra
Se conservan unos motetes suyos en la Colegiata de San Salvador de Sevilla.